# Komakuk Beach
Komakuk Beach är en strand i Kanada.   Den ligger i territoriet Yukon, i den nordvästra delen av landet, 4 400 km nordväst om huvudstaden Ottawa.
Trakten runt Komakuk Beach består i huvudsak av gräsmarker. Trakten runt Komakuk Beach är nära nog obefolkad, med mindre än två invånare per kvadratkilometer.